# Meganura meganura
Meganura meganura är en stekelart som först beskrevs av Szepligeti 1914.  Meganura meganura ingår i släktet Meganura och familjen bracksteklar. Inga underarter finns listade i Catalogue of Life.